# (232) Russia
(232) Russia és un asteroide pertanyent al cinturó d'asteroides descobert el 31 de gener de 1883 per Johann Palisa des de l'observatori de Viena, Àustria.
Està nomenat així per Rússia, el país de l'est d'Europa i nord d'Àsia.